# 幸福ローン
『幸福ローン』（こうふくローン）は、佐藤珠美による日本の漫画作品。

## 概要
『別冊花とゆめ』にて2005年5月号に読みきりとして発表された。その後、『花とゆめ』や『ザ花とゆめ』にも発表された。2009年1月時点では『花とゆめ』に断続的かつ不定期に連載されている。なお、発表媒体の版元は、全て白泉社である。
2017年1月25日発売の『ザ花とゆめ（3月1日号）』で最終回を迎え、連載終了。
今後「幸福ローン」の単行本が出る予定はない。
また、作者の佐藤珠美自身の作品についても、現時点で新作の計画はない。↵佐藤については、現在、杜実七緒もしくは星野屋かな太郎名義で同人活動を行っている。

## 内容
ペットの犬、猫、小鳥に振り回される作者とその家族の醜態と、動物達の珍行動を描いたもの。